# 女たちの百万石
『女たちの百万石』（おんなたちのひゃくまんごく）は、1988年10月12日と同年10月19日に日本テレビ系の2時間ドラマ枠『水曜グランドロマン』（毎週水曜日 21:03 - 22:52）にて放送されたテレビドラマ。
「橋田壽賀子時代劇スペシャル」と銘打っていた。なお、本作が『水曜グランドロマン』の第1作であった。 

## スタッフ
- 作：橋田壽賀子
- 演出：結城章介
- 音楽：坂田晃一
- 音楽監督：鈴木清司
- 音響効果：倉橋静男、高橋渉（サウンドボックス）
- 演出補佐：高木治男、戸田康貴、萩原孝昭
- 制作補佐：赤羽根敏男、佐藤東弥
- 劇用馬術：タカハシレーシング
- 時代考証：白井孝昌
- 題字：小林與三次
- 協力：彦根城、金沢市
- 技術協力：NTV映像センター
- エグゼクティブプロデューサー：梅谷茂
- チーフプロデューサー：中島忠史
- 企画：平林邦介
- 製作著作：日本テレビ

## 出演
- 芳春院：森光子
- 前田利家：宇津井健
- 寿福院：泉ピン子
- 前田利長：石坂浩二
- 前田利政：橋爪淳
- 前田利常：阿部雄企→松村雄基
- 幸（利家長女）：丘みつ子
- 蕭（利家次女）：松原智恵子
- 摩阿姫（利家三女）：榊原郁恵
- 豪姫（利家四女）：浅野ゆう子
- 千世（利家七女）：有森也実
- 永姫（利長正室）：中田喜子
- 珠姫（利常正室）：渡辺麻衣→後藤久美子
- 宇喜多秀家：田中健
- 宇喜多秀高：中田貴裕
- 宇喜多秀継：土倉有貴
- 横山長知：佐藤英夫
- 中川光重：河西健司
- 村井長頼：長門裕之
- 長束正家：長沢大
- 細川忠興：長谷川哲夫
- 細川ガラシャ：池内淳子（特別出演）
- 細川忠隆：坂上忍
- 小笠原秀清：織本順吉
- 石田三成：矢崎滋
- 豊臣秀頼：宇都見潤
- 大野治長：石橋正次
- 高台院：京マチ子（特別出演）
- 徳川家康：中村梅之助
- 大成修司
- 市川勇
- 歌澤寅右衛門
- 氏川理斉
- 真下有紀

ほか
- 語り：奈良岡朋子

| 日本テレビ系 水曜グランドロマン | 日本テレビ系 水曜グランドロマン      | 日本テレビ系 水曜グランドロマン                   |
| 前番組                          | 番組名                               | 次番組                                            |
| ------------------------------- | ------------------------------------ | ------------------------------------------------- |
| （開始前につきなし）            | 女たちの百万石 （1988.10.12 - 10.19) | 熱中時代スペシャル・三年五組の叛乱 （1988.10.26） |